# Love Somebody (Maroon 5)
Love Somebody è un singolo del gruppo musicale statunitense Maroon 5, pubblicato il 14 maggio 2013 come quarto estratto dal quarto album in studio Overexposed.

## Video musicale
Il video riprende il frontman della band, Adam Levine che a poco a poco compare dallo sfondo attraverso macchie di colore. Successivamente vengono fuori anche gli altri componenti e la ragazza protagonista della canzone, interpretata da Emily Ratajkowski, la stessa ragazza di Blurred Lines.